# Lac-Saint-Louis
Ne doit pas être confondu avec Lac Saint-Louis.
Circonscription électorale fédérale du Canada
Lac-Saint-Louis est une circonscription électorale fédérale canadienne située à l'extrémité sud-ouest de l'île de Montréal, au Québec. Elle est représentée à la Chambre des communes par Francis Scarpaleggia (Parti libéral du Canada) depuis les élections fédérales de 2004.

## Géographie
Elle comprend la plupart de l'Ouest-de-l'Île, dont les villes de Baie-D'Urfé, Beaconsfield, Kirkland, Pointe-Claire et Sainte-Anne-de-Bellevue, la municipalité de village de Senneville, ainsi qu'une partie de la ville de Montréal constituée de la partie de l'arrondissement de Pierrefonds-Roxboro située au sud-ouest du boulevard Jacques-Bizard et de la partie de l'arrondissement de L'Île-Bizard–Sainte-Geneviève située au sud-est de la rivière des Prairies et au sud-ouest du boulevard Jacques-Bizard.
Les circonscriptions limitrophes sont Pierrefonds—Dollard, Dorval—Lachine—LaSalle, Châteauguay—Les Jardins-de-Napierville, Vaudreuil et Mirabel.

## Historique

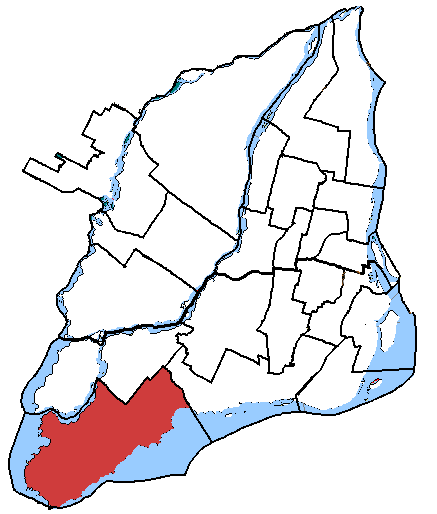
La circonscription et le découpage fédéral de l'île de Montréal jusqu'en 2013.

La circonscription est créée en 1996 à partir des circonscriptions de Lachine—Lac-Saint-Louis et de Vaudreuil. Les limites de la circonscription ne subissent que des modifications très mineures lors du redécoupage électoral de 2013. Jusque-là, les circonscriptions limitrophes sont Pierrefonds—Dollard, Notre-Dame-de-Grâce—Lachine, Châteauguay—Saint-Constant, Vaudreuil—Soulanges et Argenteuil—Papineau—Mirabel.
Lors du redécoupage électoral de 2022-2023, les limites de la circonscription reste les mêmes. La population est estimée à 110 093 habitants.

## Députés
| Législature                                                   | Années        | Député               | Parti | Parti   |
| ------------------------------------------------------------- | ------------- | -------------------- | ----- | ------- |
| Lac-Saint-Louis issue de Lachine—Lac-Saint-Louis et Vaudreuil |               |                      |       |         |
| 36e                                                           | 1997–2000     | Clifford Lincoln     |       | Libéral |
| 37e                                                           | 2000–2004     | Clifford Lincoln     |       | Libéral |
| 38e                                                           | 2004–2006     | Francis Scarpaleggia |       | Libéral |
| 39e                                                           | 2006–2006     | Francis Scarpaleggia |       | Libéral |
| 40e                                                           | 2008–2011     | Francis Scarpaleggia |       | Libéral |
| 41e                                                           | 2011–2015     | Francis Scarpaleggia |       | Libéral |
| 42e                                                           | 2015–2019     | Francis Scarpaleggia |       | Libéral |
| 43e                                                           | 2019–2021     | Francis Scarpaleggia |       | Libéral |
| 44e                                                           | 2021–2025     | Francis Scarpaleggia |       | Libéral |
| 45e                                                           | 2025–en cours | Francis Scarpaleggia |       | Libéral |

## Résultats électoraux
|       | Candidat                       | Parti          | # de voix | % des voix |
|       | Eric Girard                    | Conservateur   | +10 857,  | 17,42 %    |
|       | Gabriel Bernier                | Bloc québécois | +01 681,  | 2,7 %      |
|       | Francis Scarpaleggia (sortant) | Libéral        | +39 965,  | 64,14 %    |
|       | Ryan Young                     | NPD            | +07 997,  | 12,83 %    |
|       | Bradford Dean                  | Vert           | +01 812,  | 2,91 %     |
| Total | Total                          | Total          | 62 312    | 100 %      |

|       | Candidat                       | Parti          | # de voix | % des voix |
|       | Larry Smith                    | Conservateur   | +15 394,  | 28,45 %    |
|       | Éric Taillefer                 | Bloc québécois | +01 689,  | 3,12 %     |
|       | Francis Scarpaleggia (sortant) | Libéral        | +18 457,  | 34,11 %    |
|       | Alain Ackad                    | NPD            | +16 253,  | 30,04 %    |
|       | Bruno Tremblay                 | Vert           | +02 315,  | 4,28 %     |
| Total | Total                          | Total          | 54 108    | 100 %      |

|       | Candidat                       | Parti          | # de voix | % des voix |
|       | Andrea Paine                   | Conservateur   | +12 085,  | 23,51 %    |
|       | Maxime Clément                 | Bloc québécois | +02 953,  | 5,75 %     |
|       | Francis Scarpaleggia (sortant) | Libéral        | +23 842,  | 46,39 %    |
|       | Daniel Quinn                   | NPD            | +08 105,  | 15,77 %    |
|       | Peter Graham                   | Vert           | +04 415,  | 8,59 %     |
| Total | Total                          | Total          | 51 400    | 100 %      |